# Provincia Nong Bua Lamphu
Nong Bua Lamphu (în thailandeză หนองบัวลำภู) este o provincie (changwat) din Thailanda. Situată în regiunea de Nord-Est, provincia Nong Bua Lamphu are în componența sa 6 districte (amphoe), 59 de sub-districte (tambon) și 636 de sate (muban). 
Cu o populație de 499.600 de locuitori și o suprafață totală de 3.859,0 km2, Nong Bua Lamphu este a 51-a provincie din Thailanda ca mărime după numărul populației și a 55-a după mărimea suprafeței.